# Hobro

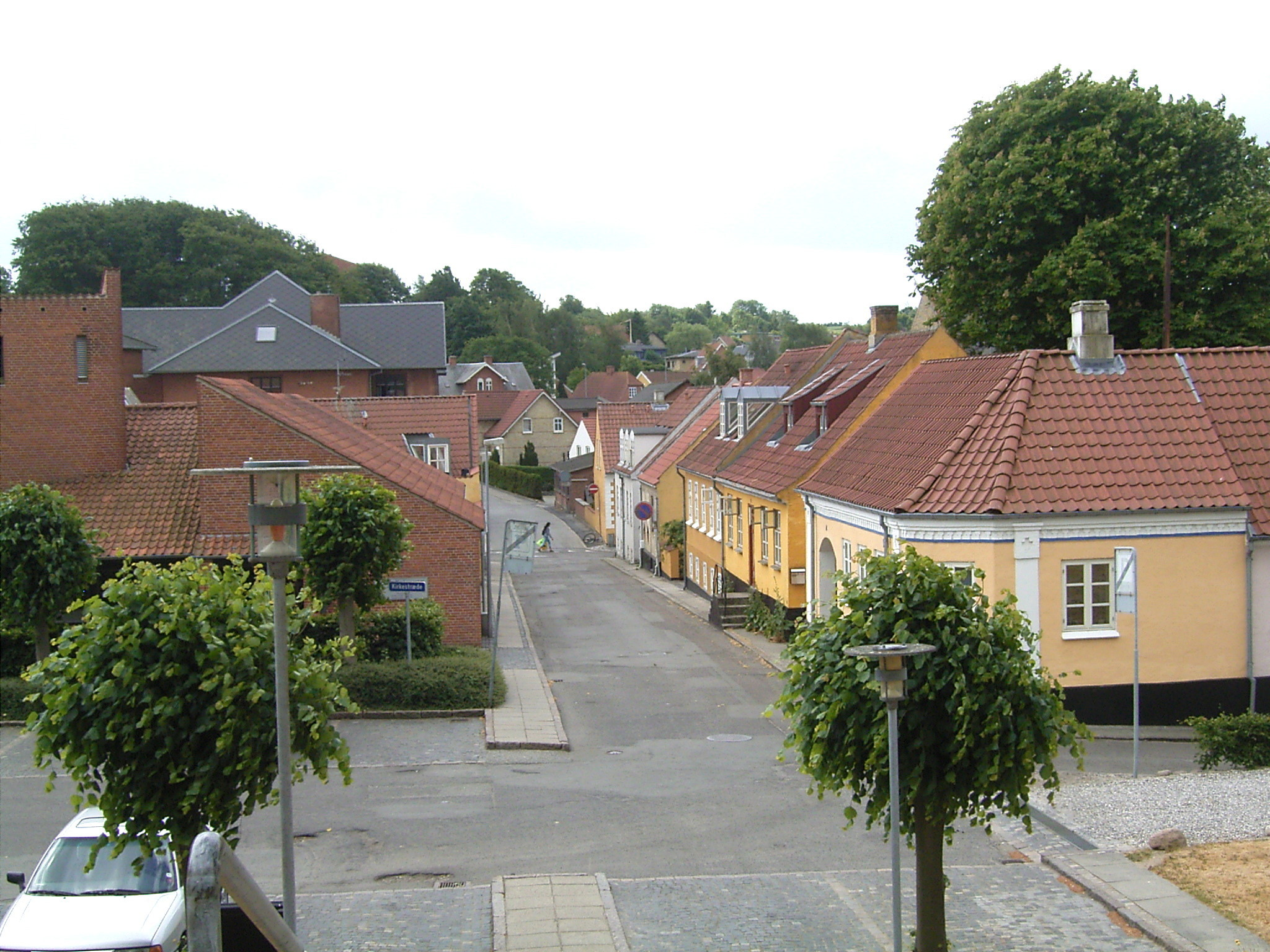

Hobro est une ville de marché du Danemark de la péninsule de Jutland ; c’était également le nom de l’ancienne commune administrée par la ville, fusionnée lors de la réforme communale de 2007 dans la nouvelle commune de Mariagerfjord, dans la région Jutland du Nord.
Elle comptait 11 490 habitants au 1er janvier 2009.

## Personnalités
- August Sandgren (1893-1934), relieur, né à Hobro
- Peter Rasmussen, footballeur danois
- Tom Kristensen, pilote automobile